# نوفينتا بادوفانا
نوفينتا بادوفانا (بالإيطالية: Noventa Padovana)‏ هي بلدية في مقاطعة باذوة في منطقة فنيتة الإيطالية، وتقع على بعد 30 كيلومترًا (19 ميلًا) غرب مدينة البندقية و 7 كيلومترات (4 ميل) شرق باذوة.